# Dąb tabor
Dąb tabor (Quercus ithaburensis Decne.) – gatunek roślin z rodziny bukowatych (Fagaceae Dumort.). Występuje naturalnie w Azji Zachodniej (Izrael, Liban, Syria, Turcja) i Europie Południowej (Grecja, Włochy, Albania). 

## Morfologia

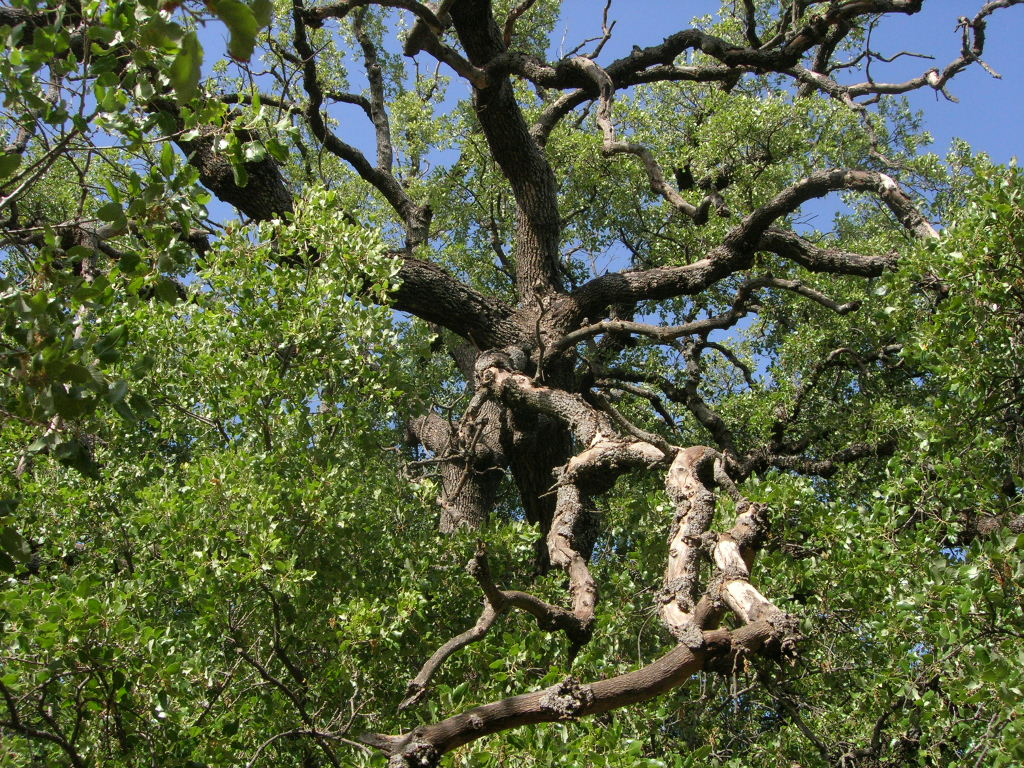
Konary

PokrójDrzewo o wysokości do 15 m. Gałęzie często sękate, korona kulista o obwodzie do 20 m.
LiścieOwalne lub lancetowate, o długości 4–9 cm i szerokości 2–5 cm. Ogonek liściowy ma długość 1–2 cm. Brzegi faliste, o 7–10 zębatych klapach i brzegach ostro ząbkowanych. Na górnej powierzchni ciemnozielone, bezwłose, natomiast od spodu szare, pokryte włoskami. Są okresowo zrzucane, podobnie, jak u dębów w Polsce, ale podczas łagodnych zim stare liście utrzymują się na drzewie.
OwocOwalny lub wąsko elipsoidalny żołądź o długości do 5 cm i średnicy do 3 cm. Osadzony jest w szerokiej i grubej miseczce owocowej. Jego dojrzewanie trwa 2 lata.

## Biologia i ekologia
Jest większy od dębu skalnego, bardziej ciepłolubny i rośnie tylko na nizinach – górna granica jego pionowego zasięgu nie przekracza 500 m n.p.m..

## Zmienność
W obrębie tego gatunku oprócz podgatunku nominatywnego wyróżniono jeden podgatunek:
- Quercus ithaburensis subsp. macrolepis (Kotschy) Hedge & Yalt. – rośnie w południowych Włoszech, południowej części Półwyspu Bałkańskiego, na wyspach Morza Egejskiego oraz w Azji Mniejszej (Turcja, Syria, Liban, Irak i Iran). Dorasta do 15–25 m wysokości. Kora jest drobno popękana i ma brązowozłotą barwę. Blaszka liściowa jest omszona od spodu i ma kształt od owalnego do owalnie lancetowatego. Mierzy 6–12 cm długości, ma ogoniasty wierzchołek, jest z 3–7 parami ostro zakończonych klapek na brzegu. Żołędzie mają owalny kształt, dorastają do 25–40 mm długości i 15–20 mm średnicy. Otulone są w miseczkach do połowy ich długości[9].

## Zastosowanie
Na dębie skalnym i dębie tabor pasożytują podobne do czerwców owady Kermes ilicis. Z rozdrobnionych samic tych owadów w starożytności otrzymywano barwnik szkarłatowy, karmazynowy i purpurowy. Według N. Heppera barwników tych użyto do farbowania płócien, z których wykonany był Przybytek Mojżeszowy.

## Udział w kulturze
- W Biblii dąb wymieniony jest 22 razy,  bez rozróżnienia gatunku[8]. W Izraelu występują trzy gatunki dębów: dąb tabor, dąb skalny i podgatunek Quercus infectoria subsp. veneris (A.Kern.) Meikle, wszystkie więc należy uważać za rośliny biblijne. M. Zohary, znawca roślin biblijnych uważa, że w tłumaczeniach Biblii popełniono wiele błędów nie rozróżniając hebrajskich słów `ëlôn i `allôn oznaczających dęba, od słowa `ëlä (h), które oznacza pistację (terebinta)[7].
- W Księdze Rodzaju (35,8) jest opis, że pod dębem Allon – bakut (w tłumaczeniu dąb płaczu)  pochowano Deborę, która była piastunką Rebeki. W Biblii Tysiąclecia błędnie przetłumaczono to jako terebint płaczu[7].
- Biblia wymienia dąb rosnący w Saananim, w ważnym punkcie granicznym oddzielającym ziemie plemienia Neftalego. Tutaj to samo słowo allon zostało w Biblii Tysiąclecia prawidłowo przetłumaczone jako dąb[7].